# Dieter Blumer
Dieter Blumer (* um 1960) ist ein Schweizer Badmintonspieler. Liselotte Blumer ist seine Schwester.

## Karriere
Blumer gewann 1980 seinen ersten nationalen Titel in der Schweiz, wobei er im Mixed mit Liselotte Blumer erfolgreich war. Bis 1983 verteidigten beide den gemeinsamen Titel.

## Sportliche Erfolge
| Saison | Veranstaltung                   | Disziplin | Platz | Name                             |
| ------ | ------------------------------- | --------- | ----- | -------------------------------- |
| 1980   | Schweizer Einzelmeisterschaften | Mixed     | 1     | Dieter Blumer / Liselotte Blumer |
| 1981   | Schweizer Einzelmeisterschaften | Mixed     | 1     | Dieter Blumer / Liselotte Blumer |
| 1982   | Schweizer Einzelmeisterschaften | Mixed     | 1     | Dieter Blumer / Liselotte Blumer |
| 1983   | Schweizer Einzelmeisterschaften | Mixed     | 1     | Dieter Blumer / Liselotte Blumer |
| 1985   | Schweizer Einzelmeisterschaften | Mixed     | 1     | Dieter Blumer / Liselotte Blumer |